# Firmamento

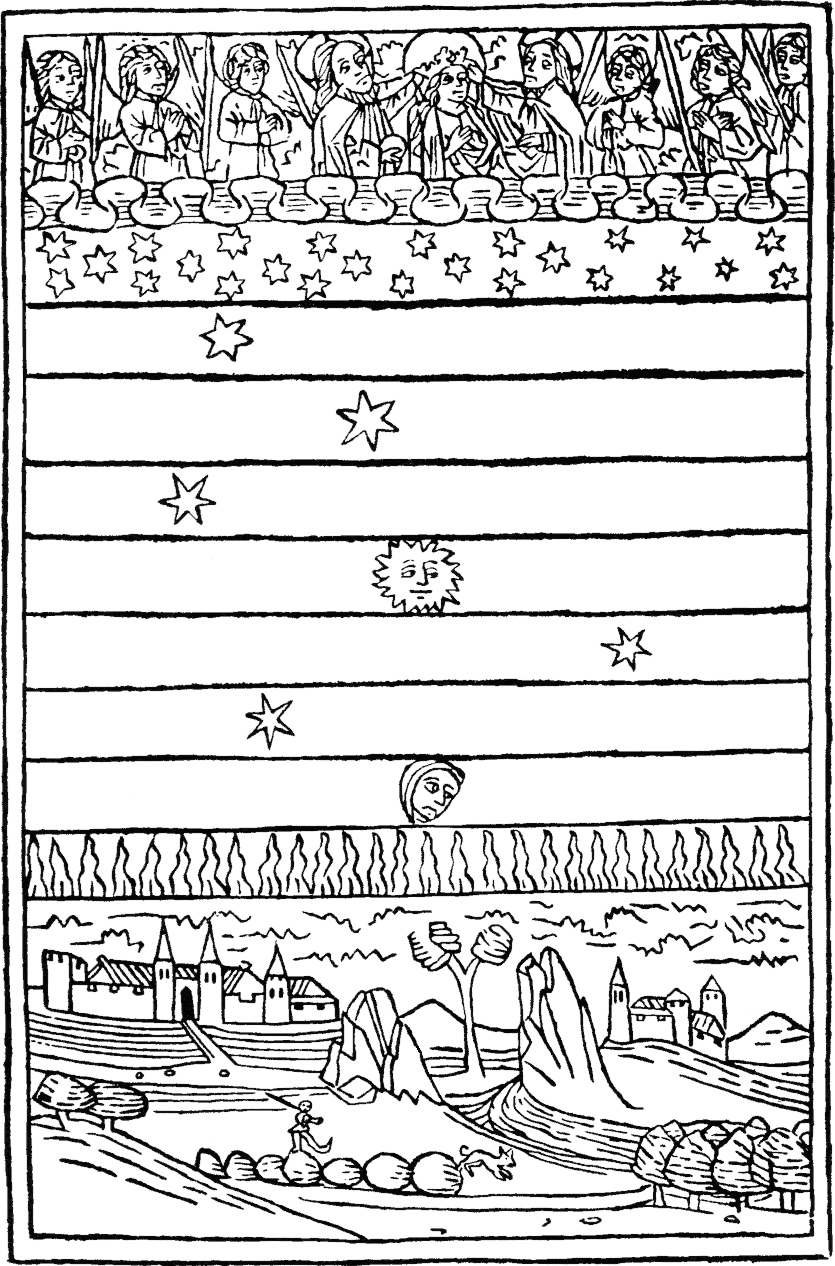
I cieli in un'opera del 1475. Dal basso: la luna, i due pianeti interni, il sole, i tre pianeti esterni e infine le stelle del firmamento sotto il trono di Dio. Le lingue di fuoco sotto la luna riflettono la concezione aristotelica secondo cui il mondo sublunare era costituito dai quattro elementi: terra, acqua, aria e fuoco (che tende verso l'alto).

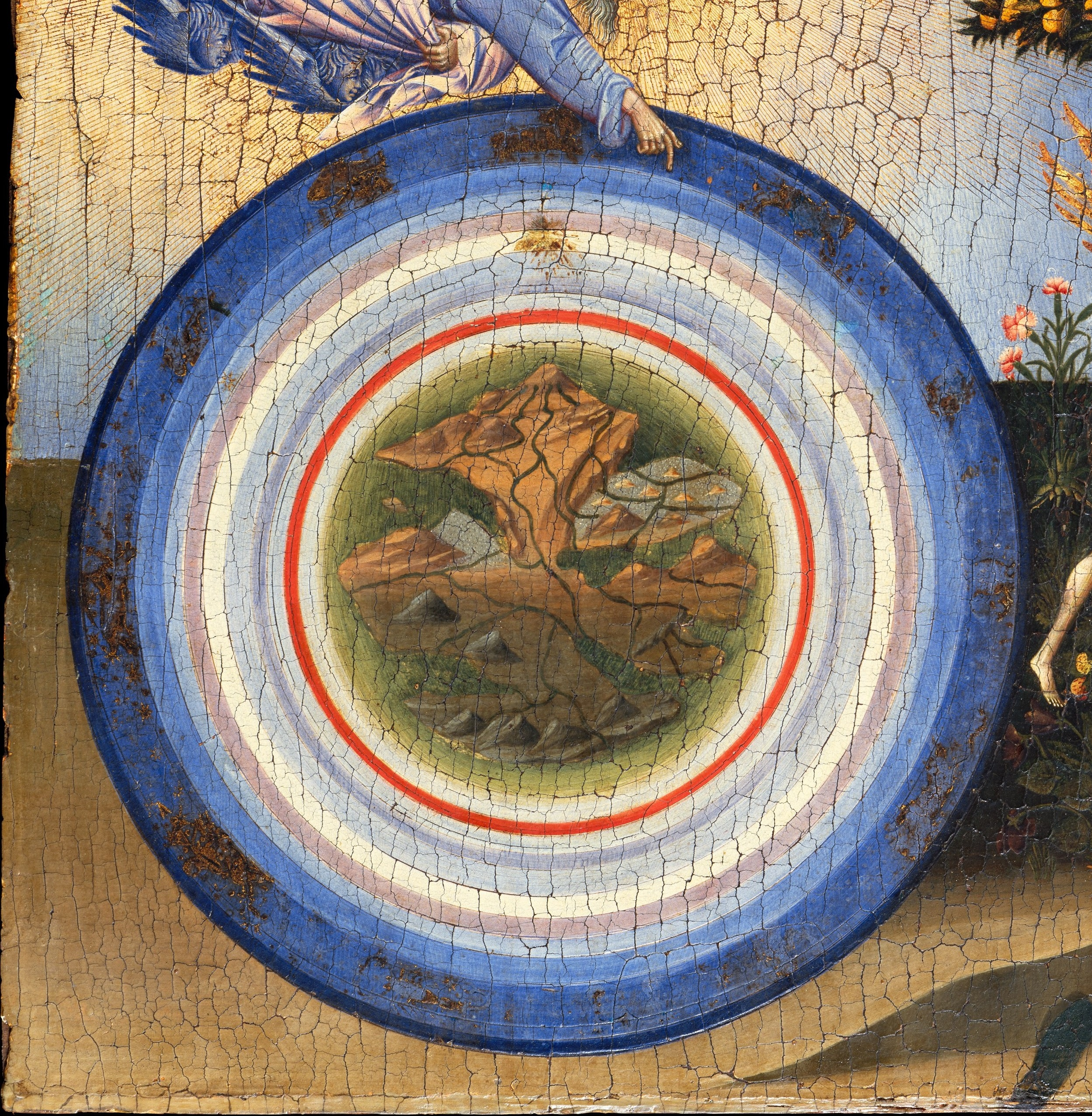
Mappa dei cieli ad opera di Giovanni di Paolo (1445)

Il termine firmamento è utilizzato nella Bibbia per indicare il cielo considerato come una cupola solida, alla quale erano rigidamente collegate le stelle; una concezione condivisa da tutti i popoli antichi di tutti i continenti. In questa accezione, il concetto di firmamento consente di descrivere in modo semplice l'esperienza elementare della rotazione rigida del cielo stellato notturno, in cui ogni stella percorre un arco di cerchio e la distanza fra loro non viene modificata.
Risultò, invece, molto più difficile ai popoli antichi definire il possibile rapporto fra la natura del firmamento e il formarsi di precipitazioni atmosferiche.
La parola deriva dal latino firmamentum, che significa appunto "appoggio", "sostegno" e a sua volta deriva dal latino firmus, che significa "solido", "stabile".
Nell'età moderna, con la scomparsa della concezione cosmografica dell'antichità, il termine cominciò ad essere utilizzato come sinonimo della volta del cielo.

## Il materiale costitutivo del firmamento
Nonostante la somiglianza delle concezioni cosmografiche dei popoli antichi, non vi era accordo fra loro sul materiale di cui era fatto il firmamento. Secondo la cosmografia mesopotamica del periodo neo-assiro (prima metà del primo millennio) esso era fatto di calcedonio, un quarzo traslucido di colore simile al cielo autunnale: grigio, più o meno scuro con sfumature azzurrine. Le stelle, poi, erano semplicemente incise sul firmamento.
Anche presso i Greci c'era chi pensava, come ad esempio Anassimene, che il firmamento fosse fatto di cristallo oppure di un elemento purissimo e incorruttibile, che Platone e Aristotele chiameranno «etere»; questa divenne l'opinione prevalente in occidente prima di Copernico.
In parallelo e in antecedenza altri popoli pensavano che il firmamento fosse una sottile lamina metallica d'oro o più probabilmente di stagno o di ferro (dato il colore grigio del cielo). Verosimilmente proprio questo è il motivo per cui il termine "metallo del cielo" indicava presso i Sumeri lo stagno e presso gli Egiziani il ferro.
Il termine ebraico con cui il firmamento era indicato ("raqia", talvolta tradotto con "espanso") poteva esprimere il fatto che le lamine erano ottenute per battitura oppure tramite la colatura di un vetro o di un metallo fuso.

## Il contatto fra terra e firmamento nelle cosmografie primitive

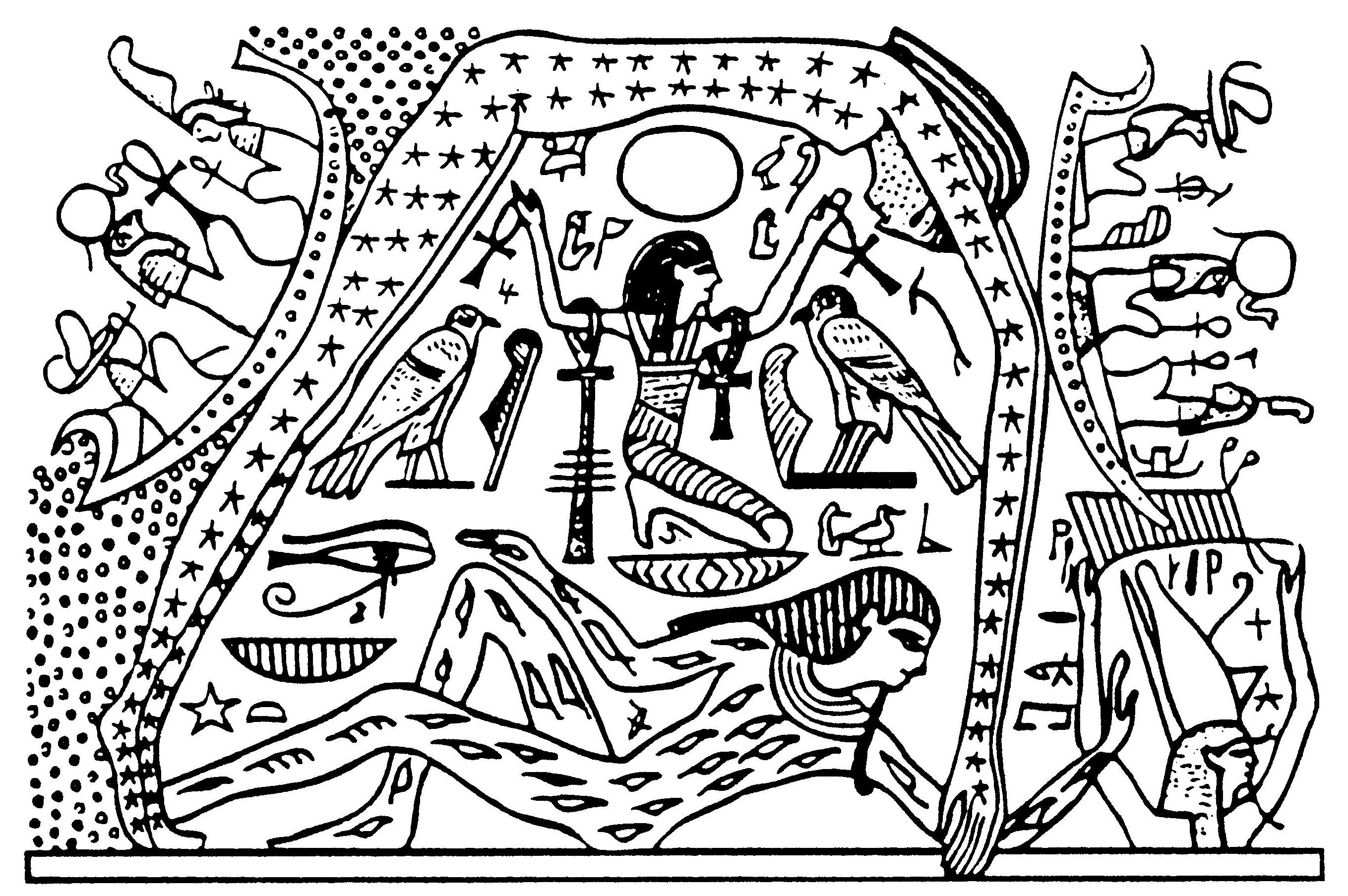
La dea Nut (il firmamento) al di sopra del dio Geb (la terra) e sostenuta dal dio Shu (l'aria). A sinistra e a destra la barca del Sole percorre le acque soprastanti il firmamento

Nella cosmografia delle prime civiltà del mondo antico la Terra era piatta e il firmamento la copriva come una cupola. Il contatto fra terra e cielo era descritto in modi diversi. Poteva trattarsi soltanto di quattro montagne (nell'antico Egitto erano le mani e i piedi della dea Nut, il cui corpo incurvato costituiva il firmamento; oppure erano quattro dei ausiliari).
In altre tradizioni (ad esempio nello zoroastrismo) prevaleva l'idea di una catena ininterrotta. Le valli fra due montagne successive della catena fornivano aperture per il passaggio del sole e dei pianeti. In alcune tradizioni vi erano 365 aperture di questo tipo, una per ogni giorno dell'anno.

## La posizione del firmamento nell'astronomia antica

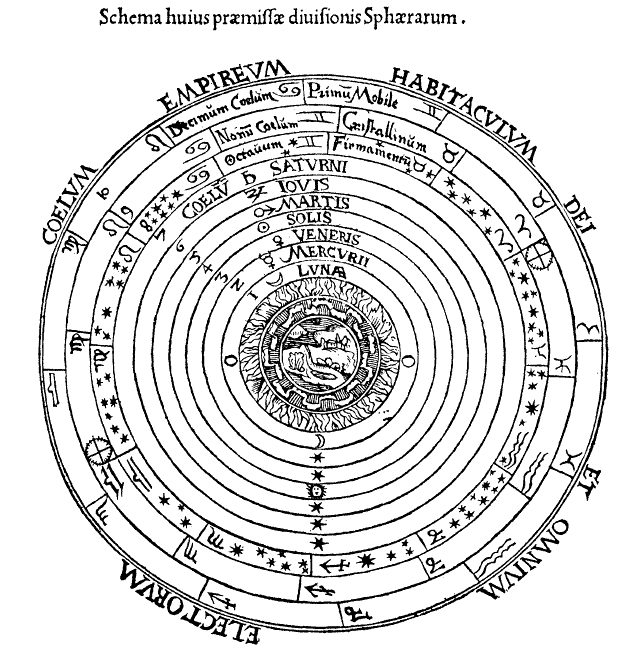
Le sfere celesti geocentriche nella Cosmographia di Pietro Apiano (Anversa, 1539)

Con lo sviluppo dell'astronomia e soprattutto con la scoperta che la Terra ha forma sferica il firmamento divenne una sfera. La posizione relativa dei sette astri mobili (sole, luna e cinque pianeti) e del firmamento con le stelle fisse era tutt'altro che chiara. Per Anassimandro, che riecheggiava ancora teorie del Vicino Oriente antico, erano più vicine le stelle; una concezione probabilmente determinata dalla loro minore luminosità. Il suo discepolo Anassimene, invece, le pose più lontane. Con l'introduzione del concetto dell'esistenza di sfere celesti, il firmamento diventò universalmente l'ottava sfera, detta anche primo mobile secondo la concezione aristotelica.
In quanto motore immobile, la divinità, come riferisce ad esempio Cicerone, poteva essa stessa essere pensata come una nona sfera che circondava tutte le altre:
(Cicerone, Somnium Scipionis, De re publica, VI, 17)
Claudio Tolomeo, tuttavia, in seguito distinguerà il firmamento delle stelle fisse dal primo mobile, facendo di quest'ultimo la nona sfera. Ciò consentiva di spiegare la discrepanza di 4 minuti fra giorno solare e giorno siderale.

## Oltre il firmamento

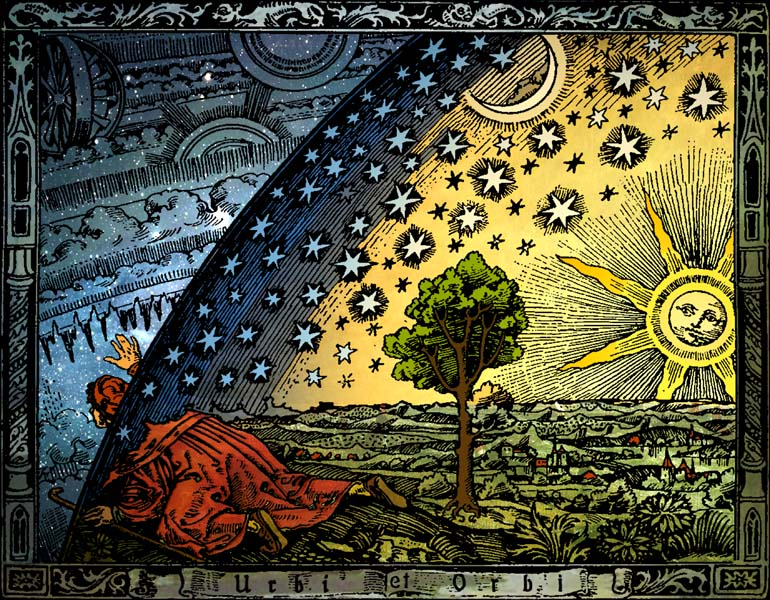
Uomo che sporge la testa attraverso il firmamento di una Terra piatta per scoprire cosa c'è al di là (incisione satirica di Camille Flammarion, 1888)

L'esistenza di un confine, un bordo che delimitasse tutto l'universo, venne rifiutata da alcuni pensatori antichi. In particolare il filosofo pitagorico Archita di Taranto scriveva nel IV secolo a.C.:
(Archita )
L'obiezione di Archita all'esistenza di un confine dell'universo, ripresa successivamente anche da Lucrezio, si colloca nell'ambito della convinzione pitagorica che il vuoto esista e viene a cadere nella filosofia aristotelica. Nelle Categorie e nella Fisica, infatti, Aristotele rigettò il concetto di spazio vuoto e illimitato per sviluppare una teoria del "luogo" (topos), inteso come un semplice "accidente" associato ai corpi materiali.
Una rappresentazione satirica dell'obiezione di Archita, nel quadro di una cosmologia primitiva, fu pubblicata anonima (ma verosimilmente anche realizzata) da Camille Flammarion in una famosa incisione che attribuiva agli studiosi medievali opinioni ridicole sul firmamento.

## Il firmamento nella Bibbia

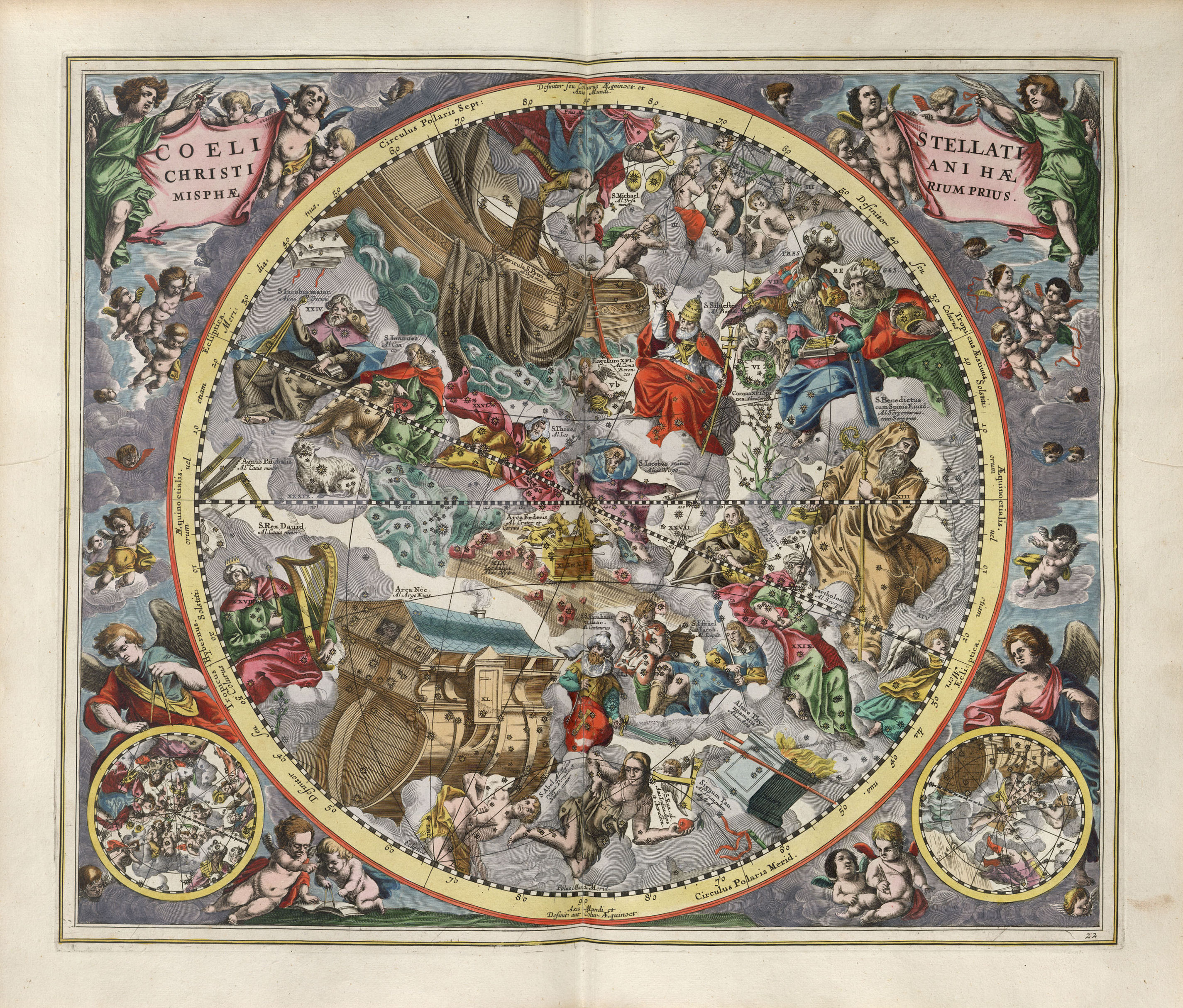
Il "Firmamento Cristiano" di Julius Schiller nella ristampa di Andreas Cellarius (emisfero primo)

Il vocabolo firmamentum venne utilizzato per la prima volta in senso astronomico nel IV secolo dalla Vulgata per tradurre il termine greco stereoma, utilizzato dalla Septuaginta nel libro della Genesi 1,6. La natura e struttura del firmamento secondo gli antichi israeliti devono essere tentativamente dedotte dai pochi e ambigui accenni presenti in testi biblici di natura poetica.
Gli esegeti e i traduttori, quindi, le hanno spesso interpretate secondo le proprie concezioni. Nel mondo ebraico i talmudisti rimasero per secoli legati al concetto di una terra piatta, mentre Mosè Maimonide, il più famoso filosofo ed esegeta biblico ebreo del medioevo, seguiva le idee aristotelico/tolemaiche.
Il libro della Genesi assegna due funzioni al firmamento. Anzitutto il firmamento servirebbe come separazione delle acque superiori (da cui provengono le precipitazioni atmosferiche) da quelle inferiori (Gn 1,6-8), cosa che perlopiù indusse i commentatori e i traduttori a concepire il firmamento come una volta solida sottile.
Alcune aperture nel firmamento verrebbero utilizzate da Dio per far scendere le precipitazioni atmosferiche, come la pioggia e la grandine (per esempio in Genesi 7,11). Se questa affermazione di chiaro significato teologico (= tutto dipende da Dio, anche la pioggia), viene interpretata come una descrizione cosmografica, essa risulta in contraddizione con la concezione cosmologica presente in numerosi altri testi biblici, che affermano esplicitamente che la pioggia scende dalle nuvole.
Nel libro di Giobbe, per esempio, il ciclo dell'acqua è descritto perfettamente e le precipitazioni piovono dalle nubi (Gb 36,27-28).
Nonostante questa palese contraddizione fra l'interpretazione letterale della Genesi e il libro di Giobbe la tradizione ebraica (ma non gli esegeti moderni) attribuisce a Mosè la paternità di entrambi i testi , sebbene la stesura di quello di Giobbe sia oggi ritenuta uno degli ultimi libri della Bibbia.
Secondo la Genesi, inoltre, Dio colloca nel firmamento le stelle e i pianeti (Gn 1,14-19) e perciò, se esso fosse veramente da intendersi come una volta sottile, occorre supporre che le stelle si trovino al di sopra del firmamento (che, quindi, deve essere costituito da un materiale trasparente, per esempio cristallo o ghiaccio) oppure appese sotto di esso come lampade, tutte equamente distanti dalla Terra, e la loro luminosità dipenderebbe unicamente dalle relative dimensioni.